# Charlotte Hodgkins-Byrne
Charlotte Ruby Hodgkins-Byrne (Londres, 8 de octubre de 1996) es una deportista británica que compite en remo. Su hermana Mathilda compite en el mismo deporte.
Ganó una medalla de plata en el Campeonato Europeo de Remo de 2021, en la prueba de cuatro scull. Participó en los Juegos Olímpicos de Tokio 2020, ocupando el séptimo lugar en la misma prueba.

## Palmarés internacional
| Campeonato Europeo | Campeonato Europeo | Campeonato Europeo | Campeonato Europeo |
| Año                | Lugar              | Medalla            | Prueba             |
| ------------------ | ------------------ | ------------------ | ------------------ |
| 2021               | Varese (Italia)    | Medalla de plata   | Cuatro scull       |